# Apostoliko–Đankarlov algoritam
U računarstvu, Apostoliko–Đankarlov algoritam je varijanta Bojer-Murovog algoritma za traženje stringa, čija osnovna primena je traženje pojavljivanja šablona {\displaystyle P} u tekstu {\displaystyle T}. Kao i kod drugih poređenja na bazi string pretrage, ovo se izvršava tako što se {\displaystyle T} namesti na određeni indeks {\displaystyle T} i proverava da li postoji poklapanje na tom indeksu. {\displaystyle P} se onda pomera do {\displaystyle T} u skladu sa pravilima Bojer-Murvog algoritma, i proces se ponavlja dok se ne dođe do kraja {\displaystyle T}. Primenom Bojer-Murovog pomeranja obično dovodi do toga da se veliki delovi teksta preskaču.
Što se tiče operacija pomeranja, Apostoliko–Đankarlov algoritam je potpuno jednak po funcionalnosti sa Bojer-Murovim algoritmom. Korisnost Apostoliko–Đankarlovog algoritma je da se ubrza operacija proveravanja poklapanja indeksa na bilo kom indeksu. Sa Bojer-Murom, traženje pojavljivanja {\displaystyle P} u {\displaystyle T} zahteva da se svih {\displaystyle n} karaktera iz {\displaystyle P} eksplicitno poklapa. Za određene šablone i teksove, ovo je vrlo neefikasno - prost primer je kada se i šablon i tekst sastoje iz istog ponavljanja karaktera, u ovom slučaju Bojer-Murov algoritam ima složenost {\displaystyle O(nm)} gde je (math)m(/math) dužina karaktera iz {\displaystyle T}. Apostoliko–Đankarlov algoritam ubrzava ovo tako sto čuva broj karaktera koji se poklapaju na poravnatim mestima iz {\displaystyle T} u tabelu, i to se spaja sa podacima skupljenih tokom predprocesiranja {\displaystyle P} da bi se izbegla suvišna poredjenja sekvenci karaktera za koje se zna da se poklapaju.

## Literatura
- Apostolico, Alberto; Giancarlo, Raffaele (1986). „The Boyer–Moore–Galil String Searching Strategies Revisited”. SIAM Journal on Computing. 15 (1): 98—105. doi:10.1137/0215007..
- Crochemore, M., Lecroq, T. (1997). „Tight bounds on the complexity of the Apostolico–Giancarlo algorithm”. Information Processing Letters. 63 (4): 195—203..
- Crochemore, M., Wojciech Rytter, 1994, Text Algorithms, Oxford University Press.
- Gusfield, D., 1997, Algorithms on strings, trees, and sequences: Computer Science and Computational Biology, Cambridge University Press.
- Lecroq, T., 1992, Recherches de mot, Ph. D. Thesis, University of Orléans, France.
- Lecroq, T. (1995). „Experimental results on string matching algorithms”. Software - Practice & Experience. 25 (7): 727—765..